# خربة بيت ليد
خربة بيت ليد قرية فلسطينية مدمرة كانت تنهض على تل قليل الارتفاع في ارض متموجة تشرف على السهل الساحلي، تبعت لقضاء طولكرم قبل حرب 1948.

## القرية قبل عام 1948
وكانت طريق فرعية تصل القرية بطريقين عامين مجاورين يخترقانها من الشمال إلى الجنوب ومن الشرق إلى الغرب، ويجعلهما على صلة بطولكرم. وقد أنشا القرية قوم من قرية بيت ليد انتقلوا إلى السهول المجاورة لاستغلال الأراضي الزراعية فيها، وسكنوا في موقع خربة حنونا الأثرية التي باتت تعرف بخربة بيت ليد نسبة إلى القرية الأم. أما موقع المغير المجاور والقائم على بعد نصف كيلومتر إلى الشمال فهو ما كان قرية أيام الصليبيين عرفت باسم ارثابك، في أواخر القرن التاسع عشر وصف المساحون البريطانيون الذين قاموا بمسح فلسطين، المغير بأنها قرية صغيرة يحف شجر الزيتون بها من الشمال والجنوب.
وكان سكان خربة بيت ليد من المسلمين وكان لهم فيها مسجد كما كان فيها مدرسة ابتدائية يشرف السكان عليها إشرافا تاما، وهذا كان أمرا غير مألوف لأن المدارس في القرى في فلسطين كانت تدمج في منظومة المدارس الرسمية وتخضع لإشراف الحكومة ولو كان القرويون هم الذين ينشؤنها. وكان سكان القرية يتزودون بالمياه للاستخدام المنزلي من بئر عميقة ويكسبون رزقهم أساسا من الزراعة التي كان قوامها الحبوب والبطيخ والفستق والبطاطا والزيتون. وكان الزيتون يغطي نحو 50 دونما في 1944 \1945, كان ما مجموعه 2877 دونما مخصصا للحبوب و64 دونما مرويا أو مستخدماً للبساتين.

## إحتلال القرية وتطهيرها عرقيًا
أول الحوادث التي وقعت في القرية في أثناء الحرب أوردت نبأه الصحافة الفلسطينية في 14 شباط \ فبراير 1948 ففي ذلك التاريخ ذكرت جريدة فلسطين إن مهاجمين مجهولين أطلقوا النار على امرأة فلسطينية فأصيبت بجروح وكان التوتر قد تزايد إجمالًا في جوار القرية في الأسابيع الأولى من الحرب وكانت القرية تقع إلى الشرق من مستعمرة نتانيا اليهودية في منطقة (بين تل أبيب وزخرون يعقوب) كانت قيادة الهاجاناه العامة قررت (تطهيرها) من العرب قبل 15 أيار مايو 1948، تمهيدا لإعلان الدولة اليهودية ويقول المؤرخ الإسرائيلي بني موريس أن سكان خربة بيت ليد نزحوا في 5 نيسان \ أبريل (جراء الخوف والعزلة) الا أن كثيرين من سكان المنطقة الساحلية طردوا بالقوة في الأسابيع اللاحقة وكانت القرية مدرجة- في خطة دالت، بين القرى التي كان على لواء الإسكندروني أن يحتلها.

## القرية اليوم
تغطي البساتين (ولا سيما بساتين الحمضيات) موقع القرية ولا تزال بضع شجرات زيتون قائمة. أما الأراضي المحيطة فستنبت فيها الحمضيات وسواها من الثمار.

## المستعمرات القائمة على أراضي القرية
في سنة 1948 أنشئت مستعمرة نورديه (Nordia) في موقع القرية أما مستعمرة غنوت هدار (Ganot Hadar) التي أنشئت سنة 1964 فهي على بعد نحو نصف كيلومتر شمالي شرقي موقع القرية لكن لا على أراضيها.